# S.O.S. Meteoren
S.O.S. Meteoren is het achtste album en het vijfde op zich staande verhaal uit de Belgische stripreeks Blake en Mortimer. Het verhaal verscheen van 8 januari 1958 tot 22 april 1959 als vervolgverhaal in het weekblad Kuifje, en kwam enkele maanden later uit in albumvorm.

## Verhaal
West-Europa wordt al maandenlang onafgebroken geteisterd door extreem slecht weer. Geen enkele geleerde kan een verklaring voor dit weer vinden. Professor Mortimer is in Parijs om met zijn Franse collega, de weerkundige Labrousse, de stand van zaken te bepreken. Mortimer gaat met de taxi op weg naar Labrousse, maar dan raakt Ernest, de chauffeur, de weg kwijt. Ze besluiten een vriend van Ernest te volgen maar rijden dan per ongeluk achter een blauwe Ford Custom aan, die later van bandieten zal blijken te zijn. De taxi belandt in een meer. Ernest gaat op zoek naar hulp, maar is opeens spoorloos verdwenen. Mortimer weet zichzelf uit het water te redden en op eigen kracht het huis van Labrousse in Jouy-en-Josas te bereiken. Mortimer hoort de volgende dag van de politie dat het ongeluk bij het meer van la Geneste is gebeurd. Hij gaat terug naar de betreffende plek, maar herkent er niets. Mortimer beseft dat het ongeluk in werkelijkheid elders moet hebben plaatsgevonden, de taxi is door iemand verplaatst om de ware plek te verdoezelen. Uiteindelijk vindt Mortimer de taxi terug bij het kasteel van Troussalet. Hij herkent hier ook het meertje van gisteren. Het kasteel blijkt een schuilplaats van bandieten te zijn. Mortimer wordt bedwelmd door een gas en door gemaskerden ontvoerd.
Blake is ondertussen ook in Parijs, bij het Franse ministerie van Binnenlandse Zaken, waar hij agent Pradier helpt bij het opsporen van een spionagenetwerk. Labrousse zoekt Blake op en vertelt hem over de verdwijning van Mortimer. De twee reizen naar Labrousses appartement in de rue de Vaugirard. Blake maakt hier kennis met Labrousses buurman, de Zwitser Henri. Labrousse meent de blauwe auto van Henri te hebben herkend bij het meer van la Geneste, waar Mortimer en de chauffeur zijn verdwenen. Even later zien ze dezelfde Ford Custom weer bij Henri's huis in Jouy-en-Josas, waar tevens de telefoon blijkt te zijn afgesneden en de bediende van Labrousse is gevangen. Nu is duidelijk dat Henri in werkelijkheid iemand is die betrokken is bij het spionagenetwerk, en niet degene is voor wie hij zich uitgeeft. Blake wordt achtervolgd door de bestuurders van de Ford Custom, Sharkey en Freddy. Hij weet hen van zich af te schudden en belandt in Henri's appartement. Henri blijkt in werkelijkheid kolonel Olrik te zijn. Pradier arriveert met zijn mannen en de tegenachtervolging wordt ingezet. De drie bandieten weten te ontkomen dankzij het slechte weer. Blake, Padrier en Labrousse keren verslagen terug naar het ministerie, waar ze een nieuw bericht krijgen dat er binnen twee dagen een gevaarlijke mist op komst is.
Inmiddels blijken Mortimer en Ernest beiden gevangen te zitten in het kasteel van Troussalet, dat is ingericht als geheime basis van waaruit het weer wordt aangestuurd. Mortimer krijgt een rondleiding van professor Miloch Georgevitch. Er worden onder andere bolbliksems gebruikt om energie op te wekken. Olrik, die ook lid van de bende is, wil Mortimer doden, maar iemand die "de generaal" wordt genoemd (de grote leider van de bende) wil Mortimer in leven houden omdat hij extra geleerden goed kan gebruiken. Mortimer wordt teruggebracht naar zijn cel, in afwachting van zijn deportatie naar het buitenland. Olrik probeert Mortimer te vergiftigen, maar Ernest weet Mortimer tijdig te waarschuwen.
Inmiddels heeft ook Blake ontdekt dat het kasteel van Troussalet een dekmantel is. Hij weet in de militaire wijk Savory wat soldaten op te trommelen en ze gaan met z'n allen naar het kasteel. Inmiddels slagen Mortimer en Ernest erin om te ontsnappen. De geheime basis en het kasteel worden vervolgens vernietigd doordat bij een gevecht tussen Mortimer en Miloch de zelfvernietigingsknop per ongeluk wordt ingedrukt. De meeste bandieten, onder wie ook Olrik, weten uit de vuurzee te ontsnappen. Ze worden door Pradier die inmiddels met Blake buiten staat ingerekend. Mortimer weet ook veilig buiten te komen. Professor Miloch is spoorloos verdwenen en niemand weet of hij het heeft overleefd.
De geheime basis is net op tijd vernietigd. De situatie in Parijs begon net zeer gevaarlijk te worden, doordat er een door de bandieten gemanipuleerde mist hing die iedereen krankzinnig maakte en uiteindelijk dodelijk was.

## Bijzonderheden
- Het album is het eerste deel van een trilogie van albums die zich rondom Parijs afspelen. Het volgende verhaal, De Valstrik, speelt zich slechts enkele weken na dit avontuur af. Het Halssnoer van de Koningin sluit weer op het voornoemde album aan.
- In de eerste pagina's is Parijs nauwgezet nagetekend: diverse gebouwen (waaronder de Parijse opera) zijn accuraat en ook de topografie van deze locaties klopt.
- Hoewel de titel S.O.S Meteoren anders suggereert komen er in het boek geen meteoren voor. De titel is een verwijzing naar het centrale thema meteorologie.
- Het plot vertoont overeenkomsten met Het Gele Teken: in beide gevallen wordt Mortimer, samen met een chauffeur, door een mad scientist gevangen genomen. Deze persoon vertelt in een monoloog zijn kwade plannen, maar Mortimer weet samen met zijn chauffeur te ontsnappen. Blake probeert hem ondertussen te vinden.